# 麻酱烧饼
麻酱烧饼是中國北京大眾化的特色小吃，北京人將其統稱為燒餅，作法為將麵團做成圓餅狀，再塗上麻酱，將外皮烤成金黃色即可食用，特色為酥、甜、黑色，有麻酱的香味。